# Copa de Zimbabue
La Copa de Zimbabue es el mayor torneo eliminatorio por clubes de fútbol de Zimbabue, fue creada en 1962 como la Copa de Rodesia del Sur y fue conocida entre 1965 y 1980 como la Copa de Rodesia. Es organizada por la Asociación de Fútbol de Zimbabue.

## Historia
Debido a razones de patrocinio, la competición ha sufrido una serie de cambios de nombre: a partir de su creación en 1962 hasta 1998, la copa fue conocida como la Castle Cup por su patrocinante Castle Lager. Tras el cese del patrocinio, la competición fue abandonada durante dos temporadas antes de ser disputada nuevamente en 2001 como Copa ZIFA, nombre que se conservó hasta 2005, en 2006 se le denominó Copa CBZ, y en 2007 y 2008 Copa FA CBZ. La copa no fue disputada en 2009 y 2010.
Una nueva competición, la Copa Mbada Diamants, fue lanzada en 2011, con la participación de los 16 equipos de la Liga Premier de Zimbabue.
El ganador se clasifica a la Copa Confederación de la CAF.

## Finales
| Temporada          | Campeón                                        | Resultado                                      | Finalista                                      |
| Castle Cup         | Castle Cup                                     | Castle Cup                                     | Castle Cup                                     |
| ------------------ | ---------------------------------------------- | ---------------------------------------------- | ---------------------------------------------- |
| 1962               | Bulawayo Rovers                                | 1–0                                            | Salisbury City                                 |
| 1963               | Salisbury Callies                              | 4–0                                            | Salisbury United                               |
| 1964               | No disputada                                   | No disputada                                   | No disputada                                   |
| 1965               | Salisbury City Wanderers                       |                                                | Saint Paul Salisbury                           |
| 1966               | Mangula FC                                     |                                                |                                                |
| 1967               | Salisbury Callies                              |                                                |                                                |
| 1968               | Arcadia United FC                              | 4–1                                            | Dynamos Salisbury                              |
| 1969               | Arcadia United FC                              |                                                |                                                |
| 1970               | Wankie FC                                      | 6–2                                            | Salisbury Callies                              |
| 1971               | Chibuku FC                                     |                                                |                                                |
| 1972               | Mangula FC                                     |                                                |                                                |
| 1973               | Wankie FC                                      |                                                |                                                |
| 1974               | Chibuku FC                                     |                                                | Highlanders FC                                 |
| 1975               | Salisbury Callies                              |                                                |                                                |
| 1976               | Dynamos Salisbury                              | 8–1                                            | Zimbabwe Saints FC                             |
| 1977               | Zimbabwe Saints FC                             | 1–0                                            | CAPS United FC                                 |
| 1978               | Zisco Steel FC                                 |                                                |                                                |
| 1979               | Zimbabwe Saints FC                             |                                                | Dynamos FC                                     |
| 1980               | CAPS United FC                                 |                                                |                                                |
| 1981               | CAPS United FC                                 |                                                |                                                |
| 1982               | CAPS United FC                                 |                                                |                                                |
| 1983               | CAPS United FC                                 | 3–1                                            | Zimbabwe Saints FC                             |
| 1984               | Black Rhinos FC                                | 4–1                                            | Gweru United                                   |
| 1985               | Dynamos FC                                     |                                                |                                                |
| 1986               | Dynamos FC                                     |                                                |                                                |
| 1987               | Zimbabwe Saints FC                             |                                                |                                                |
| 1988               | Dynamos FC                                     |                                                |                                                |
| 1989               | Dynamos FC                                     |                                                | Black Mambas FC                                |
| 1990               | Highlanders FC                                 |                                                |                                                |
| 1991               | Wankie FC                                      | 3–1                                            | Cranbonne Bullets                              |
| 1992               | CAPS United FC                                 |                                                |                                                |
| 1993               | Tanganda FC                                    | 1–1 (6-5 pen.)                                 | CAPS United FC                                 |
| 1994               | Blackpool FC Harare                            | 2–1                                            | Wankie FC                                      |
| 1995               | Chapungu United                                |                                                |                                                |
| 1996               | Dynamos FC                                     |                                                |                                                |
| 1997               | CAPS United FC                                 | 3–2                                            | Dynamos FC                                     |
| 1998               | CAPS United FC                                 |                                                |                                                |
| 1999               | No disputada                                   | No disputada                                   | No disputada                                   |
| 2000               | No disputada                                   | No disputada                                   | No disputada                                   |
| 2001               | Highlanders                                    | 4–1                                            | Shabanie Mine                                  |
| 2002               | Masvingo United FC                             | 2–2 (4-3 pen.)                                 | Railstars Bulawayo                             |
| 2003               | Dynamos FC                                     | 2–0                                            | Highlanders FC                                 |
| 2004               | CAPS United FC                                 | 1–0                                            | Wankie FC                                      |
| 2005               | Masvingo United FC                             | 1–1 (3-1 pen.)                                 | Highlanders FC                                 |
| 2006               | Mwana Africa FC                                | 1–0                                            | Chapungu United                                |
| 2007               | Dynamos FC                                     | 2–1                                            | Highlanders FC                                 |
| 2008               | CAPS United FC                                 | 3–0                                            | Eastern Lions Mutare                           |
| 2009               | No disputada                                   | No disputada                                   | No disputada                                   |
| 2010               | No disputada                                   | No disputada                                   | No disputada                                   |
| Mbada Diamonds Cup |                                                |                                                |                                                |
| 2011               | Dynamos FC                                     | 1–0                                            | Motor Action FC                                |
| 2012               | Dynamos FC                                     | 2–0                                            | Monomotapa United FC                           |
| 2013               | Highlanders FC                                 | 3–0                                            | How Mine FC                                    |
| Chibuku Cup        |                                                |                                                |                                                |
| 2014               | FC Platinum                                    | 1–1 (3-1 pen.)                                 | Harare City FC                                 |
| 2015               | Harare City FC                                 | 2–1                                            | Dynamos FC                                     |
| 2016               | Ngezi Platinum FC                              | 3–1                                            | FC Platinum                                    |
| 2017               | Harare City FC                                 | 3–1                                            | How Mine FC                                    |
| 2018               | Triangle United FC                             | 2–0                                            | Harare City FC                                 |
| 2019               | Highlanders FC                                 | 1–0                                            | Ngezi Platinum FC                              |
| 2020               | No disputado debido a la pandemia del COVID-19 | No disputado debido a la pandemia del COVID-19 | No disputado debido a la pandemia del COVID-19 |
| 2021               | FC Platinum                                    | 0–0 (5-3 pen.)                                 | Ngezi Platinum FC                              |
| 2022               | Bulawayo Chiefs                                | 1–0                                            | Herentals FC                                   |
| 2023               | Dynamos FC                                     | 2–0                                            | Ngezi Platinum FC                              |
| 2024               | Dynamos FC                                     | 1–1 (4-2 pen.)                                 | Ngezi Platinum FC                              |

## Títulos por club
| Club                     | Ciudad     | Campeón | Años Campeón                                                           |
| ------------------------ | ---------- | ------- | ---------------------------------------------------------------------- |
| Dynamos FC               | Harare     | 12      | 1976, 1985, 1986, 1988, 1989, 1996, 2003, 2007, 2011, 2012, 2023, 2024 |
| CAPS United FC           | Harare     | 9       | 1980, 1981, 1982, 1983, 1992, 1997, 1998, 2004, 2008                   |
| Highlanders FC           | Bulawayo   | 4       | 1990, 2001, 2013, 2019                                                 |
| Hwange FC (Wankie FC)    | Hwange     | 3       | 1970, 1973, 1991                                                       |
| Zimbabwe Saints          | Bulawayo   | 3       | 1977, 1979, 1987                                                       |
| Salisbury Callies        | Salisbury  | 3       | 1963, 1967, 1975                                                       |
| Mangula FC               | Mangula    | 2       | 1966, 1972                                                             |
| Arcadia United           | Salisbury  | 2       | 1968, 1969                                                             |
| Chibuku FC               | Salisbury  | 2       | 1971, 1974                                                             |
| Masvingo United          | Masvingo   | 2       | 2002, 2005                                                             |
| Harare City              | Harare     | 2       | 2015, 2017                                                             |
| FC Platinum              | Zvishavane | 2       | 2014, 2021                                                             |
| Bulawayo Rovers          | Bulawayo   | 1       | 1962                                                                   |
| Salisbury City Wanderers | Salisbury  | 1       | 1965                                                                   |
| Zisco Steel FC           | Kwekwe     | 1       | 1978                                                                   |
| Black Rhinos             | Harare     | 1       | 1984                                                                   |
| Tanganda FC              | Mutare     | 1       | 1993                                                                   |
| Blackpool FC             | Harare     | 1       | 1994                                                                   |
| Chapungu United          | Gweru      | 1       | 1995                                                                   |
| Mwana Africa FC          | Bindura    | 1       | 2006                                                                   |
| Ngezi Platinum FC        | Ngezi      | 1       | 2016                                                                   |
| How Mine FC              | Triangle   | 1       | 2018                                                                   |
| Bulawayo Chiefs          | Bulawayo   | 1       | 2022                                                                   |